# Air Philippines-vlucht 541
Air Philippines-vlucht 541 was een binnenlandse vlucht van Ninoy Aquino International Airport in Manilla naar Davao International Airport in Davao City. Een Boeing 737 verongelukte op 19 april 2000 waarbij alle 131 inzittenden om het leven kwamen. Het was de ergste vliegtuigcrash in de historie van de Filipijnen, nadat twee jaar eerder, op 2 februari 1998, een DC-9 van Cebu Pacific, Cebu Pacific-vlucht 387, tegen een bergtop was aangevlogen, waarbij alle 104 inzittenden omkwamen.
Het vliegtuig, een Boeing 737-2H4, geregistreerd als RP-C3010, voorheen N50SW, was voorheen van Southwest Airlines was de eerste die geleverd werd in februari 1978. Bij een routinecontrole voor de vlucht waren geen problemen geconstateerd
De luchtverkeersleiding van Davao liet de 737 vlak voor de crash rondjes draaien, om een ander toestel de gelegenheid te geven van de landingsbaan te komen. De piloot nam voor de crash nog contact op met de luchtverkeersleiding en gaf aan dat hij kampte met slecht zicht. Kort daarop crashte het vliegtuig in een kokosnootplantage op een berghelling op Samal Island. Van het vliegtuig bleef niet veel meer over dan een stuk van de staart.
De conclusie van een onderzoekscommissie ingesteld door president Joseph Estrada dat het ongeluk veroorzaakt was door een fout van de piloot werd niet gedeeld door nabestaanden van de slachtoffers. Zij spanden, onder leiding van de vicegouverneur van North Cotabato Emmanuel Piñol, wiens schoonzus, neefje en nichtje omkwamen, een zaak aan tegen de leveranciers van het toestel. Het toestel was in 1998 gekocht door AAR Corp en geleased aan Air Philippines. Daarna was het vliegtuig en het leasecontract doorverkocht aan Fleet Business Credit Corp. De advocaten van de nabestaanden claimden dat AAR slechts cosmetisch onderhoud had gepleegd en het vliegtuig in slechte staat had afgeleverd. Zo zouden er scheuren in het vliegtuig gezeten hebben en zou de hoogtemeter niet goed gefunctioneerd hebben. Het bewijs in de zaak was moeilijk te leveren, aangezien de gevonden onderdelen van de Boeing 737 waren begraven voor ze door onafhankelijke onderzoekers bestudeerd konden worden. Desondanks werd in maart 2008 bekend dat de verzekeringsmaatschappijen van de Amerikaanse leveranciers van het vliegtuig de zaak gingen schikken met de nabestaanden voor een bedrag van 165 miljoen US$.